# Lista 100 najlepszych gitarzystów wszech czasów magazynu Rolling Stone
Lista 100 najlepszych gitarzystów wszech czasów magazynu Rolling Stone (ang. The 100 Greatest Guitarists of All Time) – wydana w 2003 i 2011 lista najlepszych gitarzystów, zarówno akustycznych, jak i elektrycznych, wybranych przez krytyków amerykańskiego magazynu Rolling Stone.

## Lista
Lista z 2011 roku:

- 1. Jimi Hendrix
- 2. Eric Clapton
- 3. Jimmy Page
- 4. Keith Richards
- 5. Jeff Beck
- 6. B.B. King
- 7. Chuck Berry
- 8. Eddie Van Halen
- 9. Duane Allman
- 10. Pete Townshend
- 11. George Harrison
- 12. Stevie Ray Vaughan
- 13. Albert King
- 14. David Gilmour
- 15. Freddie King
- 16. Derek Trucks
- 17. Neil Young
- 18. Les Paul
- 19. James Burton
- 20. Carlos Santana
- 21. Chet Atkins
- 22. Frank Zappa
- 23. Buddy Guy
- 24. Angus Young
- 25. Tony Iommi
- 26. Brian May
- 27. Bo Diddley
- 28. Johnny Ramone
- 29. Scotty Moore
- 30. Elmore James
- 31. Ry Cooder
- 32. Billy Gibbons
- 33. Prince
- 34. Curtis Mayfield
- 35. John Lee Hooker
- 36. Randy Rhoads
- 37. Mick Taylor
- 38. The Edge
- 39. Steve Cropper
- 40. Tom Morello
- 41. Mick Ronson
- 42. Mike Bloomfield
- 43. Hubert Sumlin
- 44. Mark Knopfler
- 45. Link Wray
- 46. Jerry Garcia
- 47. Stephen Stills
- 48. Jonny Greenwood
- 49. Muddy Waters
- 50. Ritchie Blackmore
- 51. Johnny Marr
- 52. Clarence White(inne języki)
- 53. Otis Rush
- 54. Joe Walsh
- 55. John Lennon
- 56. Albert Collins
- 57. Rory Gallagher
- 58. Peter Green
- 59. Robbie Robertson
- 60. Ron Asheton
- 61. Dickey Betts(inne języki)
- 62. Robert Fripp
- 63. Johnny Winter
- 64. Duane Eddy
- 65. Slash
- 66. Leslie West
- 67. T-Bone Walker
- 68. John McLaughlin
- 69. Richard Thompson
- 70. Jack White
- 71. Robert Johnson
- 72. John Frusciante
- 73. Kurt Cobain
- 74. Dick Dale
- 75. Joni Mitchell
- 76. Robby Krieger
- 77. Willie Nelson
- 78. John Fahey
- 79. Mike Campbell(inne języki)
- 80. Buddy Holly
- 81. Lou Reed
- 82. Nels Cline(inne języki)
- 83. Eddie Hazel
- 84. Joe Perry
- 85. Andy Summers
- 86. J Mascis(inne języki)
- 87. James Hetfield
- 88. Carl Perkins
- 89. Bonnie Raitt
- 90. Tom Verlaine
- 91. Dave Davies(inne języki)
- 92. Dimebag Darrell
- 93. Paul Simon
- 94. Peter Buck
- 95. Roger McGuinn(inne języki)
- 96. Bruce Springsteen
- 97. Steve Jones
- 98. Alex Lifeson
- 99. Thurston Moore
- 100. Lindsey Buckingham

Lista z 2003 roku:

- 1. Jimi Hendrix
- 2. Duane Allman
- 3. B.B. King
- 4. Eric Clapton
- 5. Robert Johnson
- 6. Chuck Berry
- 7. Stevie Ray Vaughan
- 8. Ry Cooder
- 9. Jimmy Page
- 10. Keith Richards
- 11. Kirk Hammett
- 12. Kurt Cobain
- 13. Jerry Garcia
- 14. Jeff Beck
- 15. Carlos Santana
- 16. Johnny Ramone
- 17. Jack White
- 18. John Frusciante
- 19. Richard Thompson
- 20. James Burton
- 21. George Harrison
- 22. Mike Bloomfield
- 23. Warren Haynes
- 24. The Edge
- 25. Freddie King
- 26. Tom Morello
- 27. Mark Knopfler
- 28. Stephen Stills
- 29. Ron Asheton
- 30. Buddy Guy
- 31. Dick Dale
- 32. John Cipollina
- 33. i 34. Thurston Moore, Lee Ranaldo
- 35. John Fahey
- 36. Steve Cropper
- 37. Bo Diddley
- 38. Peter Green
- 39. Brian May
- 40. John Fogerty
- 41. Clarence White
- 42. Robert Fripp
- 43. Eddie Hazel
- 44. Scotty Moore
- 45. Frank Zappa
- 46. Les Paul
- 47. T-Bone Walker
- 48. Joe Perry
- 49. John McLaughlin
- 50. Pete Townshend
- 51. Paul Kossoff
- 52. Lou Reed
- 53. Mickey Baker
- 54. Jorma Kaukonen
- 55. Ritchie Blackmore
- 56. Tom Veriaine
- 57. Roy Buchanan
- 58. Dickey Betts
- 59. i 60. Ed O’Brien, Jonny Greenwood
- 61. Ike Turner
- 62. Zoot Horn Rollo
- 63. Danny Gatton
- 64. Mick Ronson
- 65. Hubert Sumlin
- 66. Vernon Reid
- 67. Link Wray
- 68. Jerry Miller
- 69. Steve Howe
- 70. Eddie Van Halen
- 71. Lightnin' Hopkins
- 72. Joni Mitchell
- 73. Trey Anastasio
- 74. Johnny Winter
- 75. Adam Jones
- 76. Ali Farka Toure
- 77. Henry Vestine
- 78. Robbie Robertson
- 79. Cliff Gallup
- 80. Robert Quine
- 81. Derek Trucks
- 82. David Gilmour
- 83. Neil Young
- 84. Eddie Cochran
- 85. Randy Rhoads
- 86. Tony Iommi
- 87. Joan Jett
- 88. Dave Davies
- 89. D. Boon
- 90. Glen Buxton
- 91. Robby Krieger
- 92. i 93. Wayne Kramer, Fred „Sonic” Smith
- 94. Bert Jansch
- 95. Kevin Shields
- 96. Angus Young
- 97. Robert Randolph
- 98. Leigh Stephens
- 99. Greg Ginn
- 100. Kim Thayil